# Hamish MacCunn
Hamish MacCunn  (né James MacCunn le 22 mars 1868 à Greenock – mort le 2 août 1916 à Londres) est un compositeur, pianiste et chef d'orchestre écossais.

## Biographie
Né à Greenock, fils d'un armateur, il arrive à Londres en 1893 et fait ses études au Royal College of Music avec comme professeurs Hubert Parry et Charles Villiers Stanford. Son premier succès a été The Land of the Mountain and the Flood, présenté le 5 novembre 1887 au Crystal Palace de Londres. Cette œuvre a été suivie d'autres compositions, mais toujours avec une coloration d'inspiration écossaise.
De 1888 à 1894, MacCunn enseigne au Royal College of Music. En 1888, il épouse Alison Pettie, fille de John Pettie, qui a fait plusieurs portraits de lui. Ils ont un fils unique. Il meurt en 1916, âgé de 48 ans.

## Œuvres

### Œuvres orchestrales
- 1883 - Fantasia Overture (inachevé)
- 1885 - Cior Mhor, ouverture
- 1886-87 - Land of the Mountain and the Flood, ouverture, op. 3
- 1887 - The Ship o’ the Fiend, ballade, op. 5
- 1888 - The Dowie Dens o’ Yarrow, ballade, op. 6
- 1896 - Highland Memories, suite, op. 30
- 1900-09 - Four Dances

### Opéras
- 1894. Jeanie Deans, sur un livret de Joseph Bennett. Inspiré du roman Le Cœur du Midlothian de Walter Scott. Représenté le 15 novembre au Lyceum Theatre d'Édimbourg[1].
- 1897. Diarmid, sur un livret de John Douglas Sutherland Campbell[2]. Représenté le 23 octobre à Covent Garden, à Londres.